# Fût (récipient)
Pour les articles homonymes, voir Fût.

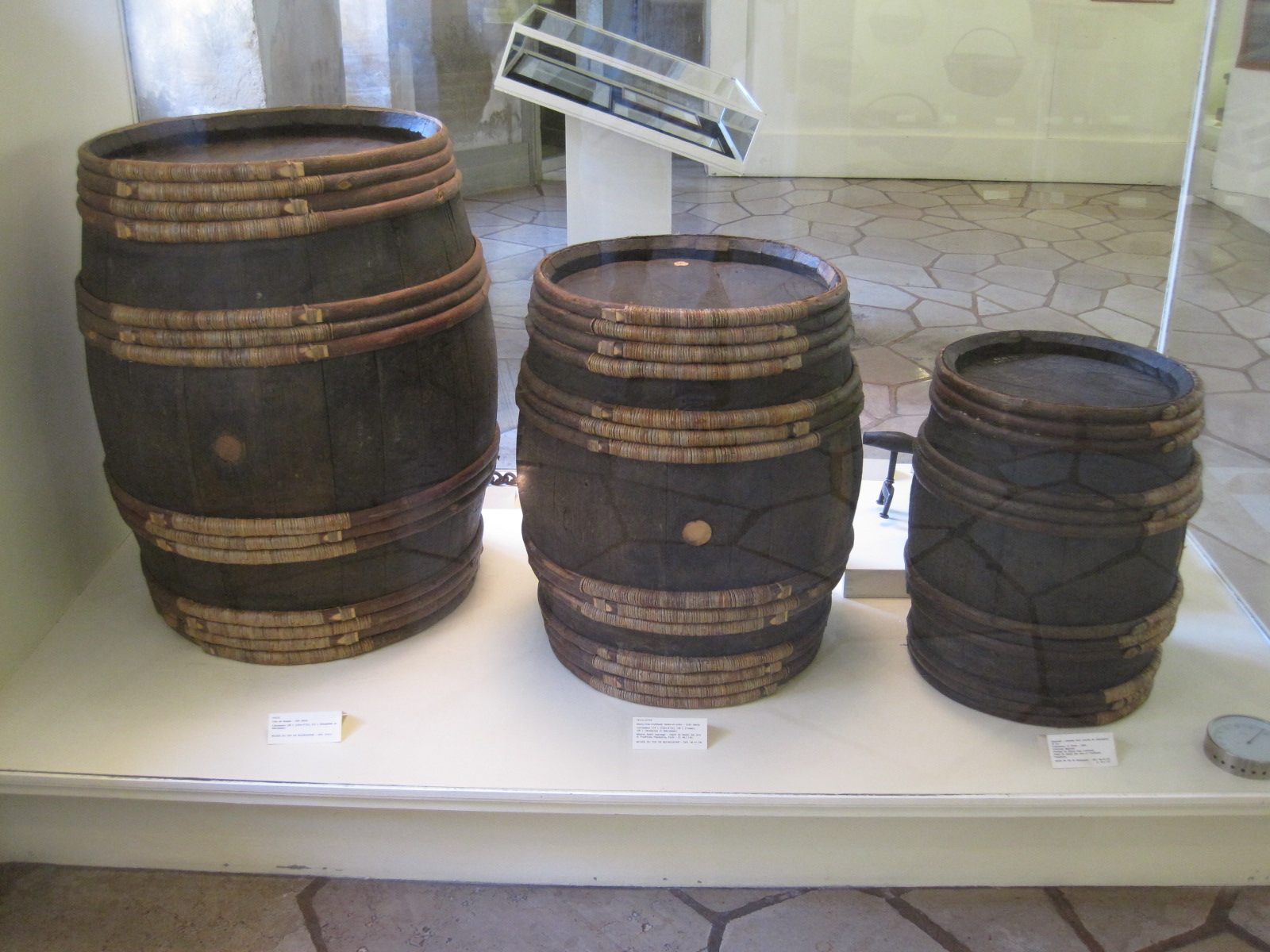
Fûts de vin : pièce de 228 litres, feuillette de 114 litres et quartaut de 57 litres exposés au musée du vin de Bourgogne de Beaune.

Un fût (ou fut selon la réforme de l'orthographe de 1990 ou futaille) est un contenant de forme cylindrique destiné au transport de marchandises en vrac, telles que les produits alimentaires ou chimiques. Le fût a généralement une large ouverture. Il peut être certifié pour transporter des matières dangereuses.

## Composition
Un fût peut être en :
- acier : fût de bière ;
- plastique, surtout en polyéthylène haute densité (PEHD) : fabriqué par moulage par soufflage  ;
- bois : synonyme de tonneau, sert à contenir du vin, du cidre, de l'eau-de-vie, de la bière... Il est fabriqué par le tonnelier, apparenté au fustier ;
- carton : fût fibre (dit aussi fût kraft ou fût carton).

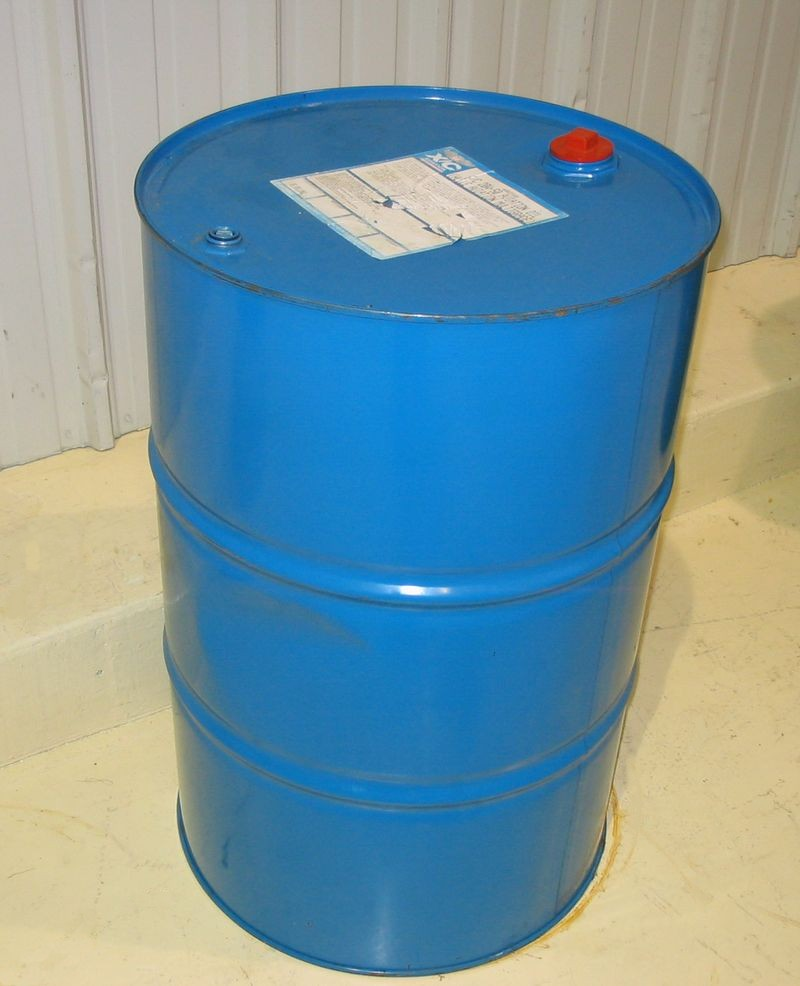
Fût industriel de 44 gallons impériaux (environ 200 litres)
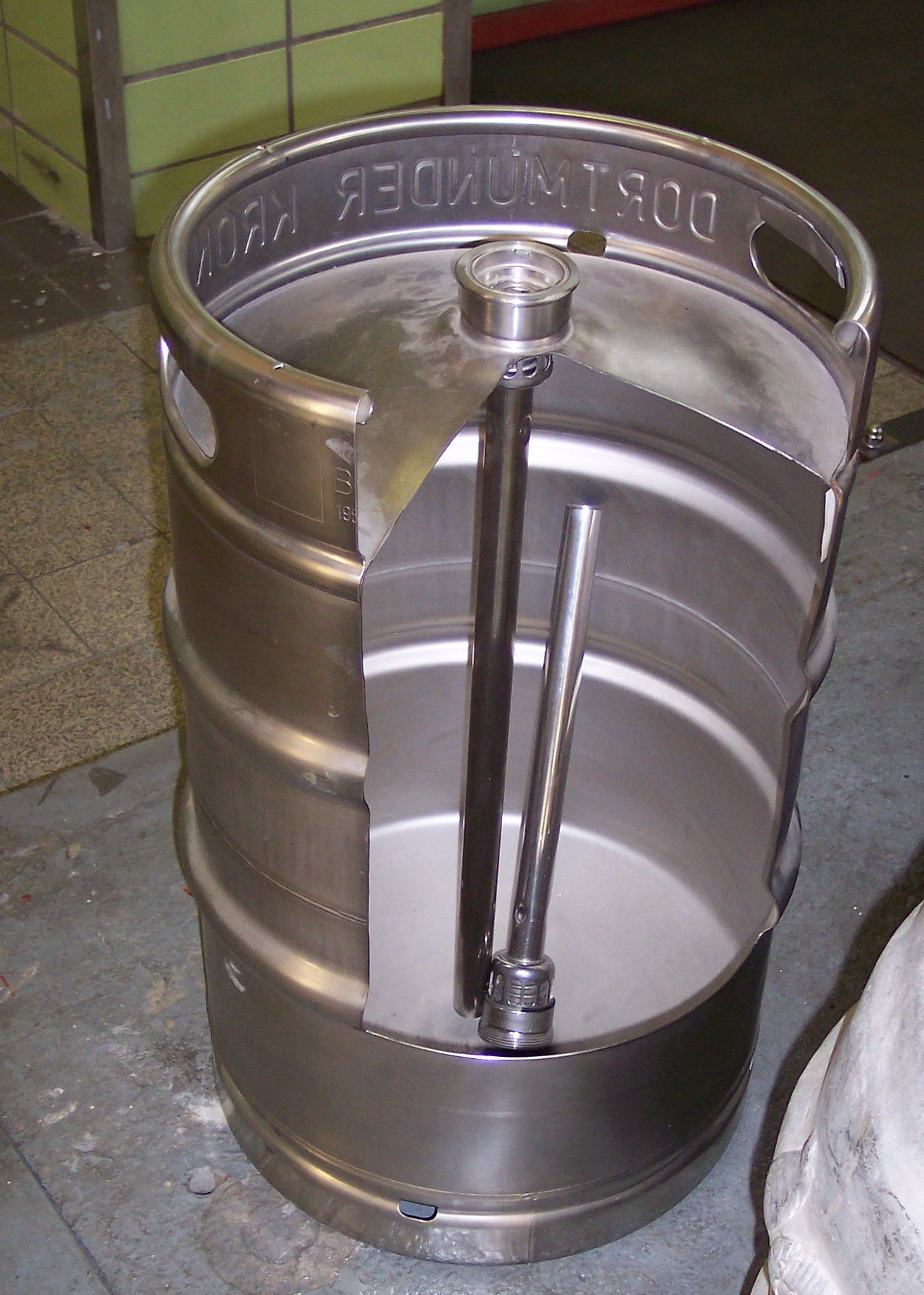
Fût pour la bière